# Philipp Jeningen
Johann Philipp Jeningen (ou Philipp Jenningen), né le 5 janvier 1642 à Eichstätt en principauté épiscopale d'Eichstätt et décédé le 8 février 1704 à Ellwangen (Bavière), était un prêtre jésuite, évangélisateur des campagnes de Bavière. Il a été reconnu bienheureux le 16 juillet 2022. 

## Biographie
Fils d’orfèvre respecté Jeningen est né lors des dernières années de la guerre de Trente Ans. Il étudie au collège jésuite d’Eichstätt, en Bavière, partiellement reconstruit après avoir été détruit dans l‘incendie (causé par les Suédois), qui en février 1634, détruisit 444 maisons et six églises de la ville.  À l’âge de 14 ans, Jeningen demande son admission dans la Compagnie de Jésus. Il est trop jeune et son père s’y oppose. Il entreprend alors des études de philosophie et de théologie à l’université d'Ingolstadt (1659-1662).
En dépit de sept années d'opposition déterminée de ses parents, il reste fidèle à son désir de devenir jésuite. Finalement, échappant à une maladie grave, son père change d’attitude et donne son accord. Philipp Jeningen entre au noviciat des jésuites de Landsberg le 19 janvier 1663.  
À la fin du noviciat le jeune Jeningen enseigne au collège de Dillingen (1665 à 1666) puis à Ingolstadt (1666 à 1668) où il reprend les études de théologie (1668 à 1672). Le 11 juin 1672 il est ordonné prêtre à Eichstätt. Sa formation se termine avec son Troisième An fait à Altötting. Il retourne ensuite à l’enseignement : Mindelheim (1673 à 1675) et Dillingen (1675 à 1680). Il y prononce ses derniers vœux de religion le 2 février 1677.  

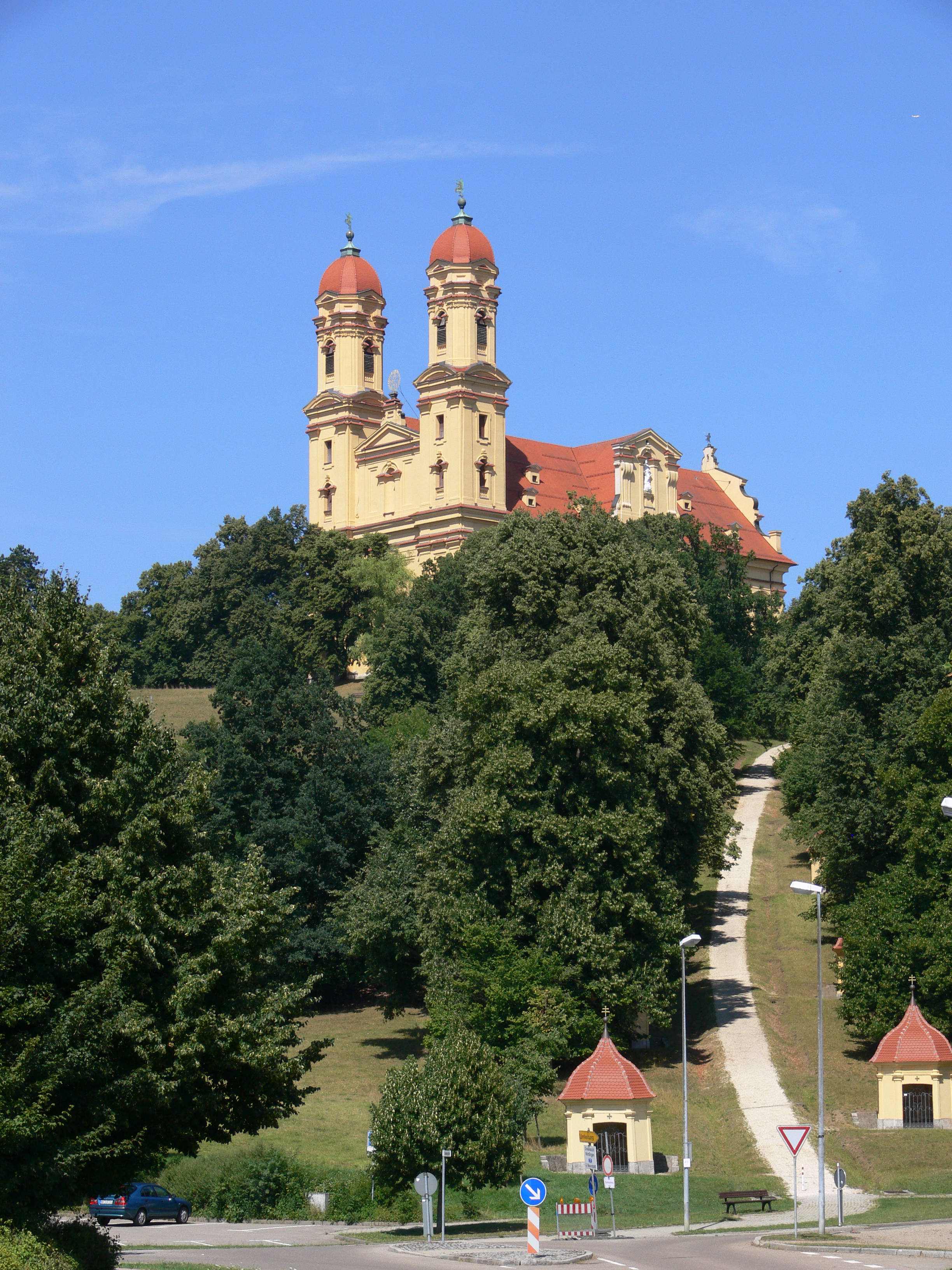
L'église de pèlerinage Sainte-Marie, montagne Schönenberg, Ellwangen.

À la fin du mois de mai 1680, le père Jeningen arrive à Ellwangen où il est nommé responsable d’une petite chapelle dédiée à Notre-Dame. Sa présence amène une augmentation significative du nombre de pèlerins. Ce succès lui permet d’obtenir du prévôt du chapitre de la cathédrale, Johann Christoph IV Adelmann, la permission de bâtir une église sur la montagne voisine de Schönenberg qui engloberait la chapelle. Cette église, un bijou d’architecture baroque, construit principalement par les efforts de Jeningen, est devenu un sanctuaire marial et un centre de pèlerinage populaire à une époque ou de tels centres étaient rares en Allemagne. 
Poussé, semble-t-il, par le désir du martyre, il écrit, depuis sa période d’études théologiques (1969) une vingtaine de fois (jusqu’en 1701) au Supérieur général demandant d’être envoyé comme missionnaire en Inde. En vain. On lui rappelle chaque fois que son pays de mission est l’Allemagne. 

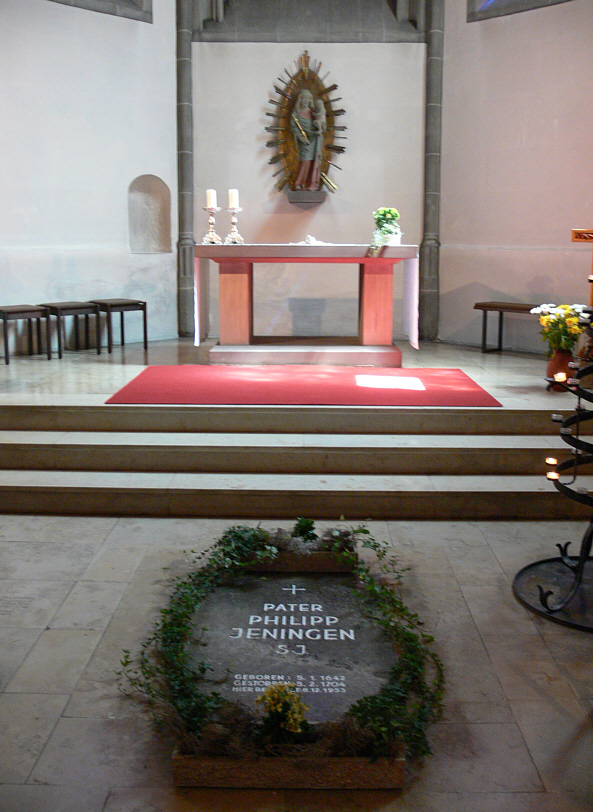
La sépulture du père Jeningen à la basilique Saint-Vit d'Ellwangen.

Ses premières visites missionnaires commencent à Röhlingen, un village voisin d'Ellwangen en 1680, et de village en village il s’efforce, avec succès de revitaliser la vie morale et les pratiques religieuses catholiques dans la région. Ses visites s’étendent à quatre diocèses : Augsbourg, Constance, Eichstätt et Würzburg. 
Son influence touche toutes les catégories sociales. Sa spiritualité est enracinée dans une inébranlable confiance en la Providence divine, L’Eucharistie et une profonde dévotion mariale sont ses principales sources d'inspiration. Il semble avoir bénéficié d’expériences mystiques remarquables. 
De son vivant le père Jeningen avait déjà une réputation de sainteté et des histoires circulaient sur ses vertus, des guérisons opérées et des dons extraordinaires de prédiction.   
Celui qui est parfois appelé "l'apôtre de la région du Ries", le père Philipp Jeningen, meurt le 8 février 1704 à Ellwangen, en Bavière, là où il passa la plus grande partie de sa vie apostolique. Le procès en vue de sa béatification fut ouvert à Rome, et il fut déclaré vénérable le 21 décembre 1989, puis bienheureux le 16 juillet 2022. La cérémonie a été célébrée par le cardinal luxembourgeois Jean-Claude Hollerich à Ellwangen.

## Écrits
- Die Tagebücher P. Philipp Jeningens, S.J. (édité par A. Höss), Ellwangen, 1952.